# 아메리칸 닌자 2
아메리칸 닌자 2(American Ninja 2: The Confrontation)는 미국에서 제작된 샘 퍼스텐버그 감독의 1987년 액션 영화이다. 마이클 듀디코프 등이 주연으로 출연하였고 요람 글로버스 등이 제작에 참여하였다.

## 출연

### 주연
- 마이클 듀디코프
- 스티브 제임스

### 조연
- 래리 포인덱스터
- 게리 콘웨이
- 제프 셀렌타노
- 미첼 보츠
- 마이클 스톤

## 제작진
- 미술: 홀거 그로스